# Cyclosorus ensifer
Cyclosorus ensifer là một loài thực vật có mạch trong họ Thelypteridaceae. Loài này được (Tagawa) W.C. Shieh mô tả khoa học đầu tiên năm 1976.